# Kopel
Kopel (potocznie Kopla, Kropla) – rzeka, prawy dopływ Warty.  

## Zlewnia
Źródło znajduje się około 3 km na północ od centrum Kostrzyna, w miejscowości Tarnowo. Rzeka wypływa z wydłużonego (około 800 metrów długości) zbiornika. Główne strumienie zasilające:
- Świątnica, źródło przy bocznicach kolejowych ul. Torowa i ul. Pokrzywno w Poznaniu,
- Michałówka, źródło niedaleko miejscowości Jaryszki. Strumień Michałówka zasilany jest przez strumień Krzesinka, którego źródło znajduje się w zieleni, niedaleko skrzyżowania ulic Tarnowskiej i Bolesława Krzywoustego w Poznaniu,
- Średzka Struga, źródło w okolicy Środy Wielkopolskiej,
- Męcina[3],
- Pietrzynka,
- Głuszec,
- Babinka.

Przy północnej części wsi Kamionki, na granicy gminy Kórnik i Poznań do Kopli uchodzi rzeka Głuszynka.
Zlewnia obejmuje obszar powierzchni 388 km². Stanowią ją przede wszystkim wysoczyzny morenowe, poprzecinane systemem rynien, z których największą stanowi Rynna Kórnicka. Wpływ na zanieczyszczenie rzeki miały ścieki odprowadzane z oczyszczalni mechanicznej w Kostrzynie i jednostki wojskowej w Piotrowie (stan na 1996). 

## Rzeźba
Rzeźba dorzecza Kopli tworzyła się około 19.000 lat temu w wyniku działania lądolodu bałtyckiego i jego wód roztopowych. Zlewnia zbudowana jest głównie z glin zwałowych. Deniwelacje sięgają tutaj do 15 metrów.

## Rekreacja
W latach 1977–1978 powstał projekt przekształcenia doliny Kopli w wielki ośrodek wypoczynkowo-rekreacyjny o znaczeniu ponadregionalnym (2100 ha, dla 50.000 użytkowników). Znaczna część doliny miała zostać zalana przez zbiornik retencyjny, nad którym powstałyby porty, mariny, kempingi i ośrodki wypoczynkowe, a także kilka wysp. Autorką koncepcji ogólnej tego założenia była Lidia Wejchert. Projekt zdobył nagrodę II stopnia Ministra Administracji, Gospodarki Terenowej i Ochrony Środowiska (1979). Ostatecznie miasto położyło nacisk na rozwój rekreacji nad Maltą, a sąsiedztwo bazy lotniczej w Krzesinach, po wejściu Polski do NATO, skutecznie zablokowało realizację tego szeroko zakrojonego projektu.